# آواي شيخ غريب
قرية آواي شيخ غريب (بالكردية: ئاوایی شێخ غەریب)‏ هي إحدى قرى ناحية قورة تو في قضاء خانقين ضمن الحدود الإدارية لمحافظة السليمانية لأنها ضمن مناطق إدارة كرميان في إقليم كردستان العراق.